# Кабаргин
Кабаргин (груз. კაბარგინი) — группа вулканов, расположенных в регионе Мцхета-Мтианети Грузии / в Дзауском районе Южной Осетии.
Кабаргин является комплексом вулканов, состоящих из шлаковых конусов и лавовых куполов, образовавшихся в эпоху позднего плейстоцена — голоцена. Состоит преимущественно из андезитов и дацитов. Дата последней вулканической деятельности неизвестна. Находится недалеко от границы с Россией, к юго-западу от горы Казбек.